# Gowarczów
Gowarczów è un comune rurale polacco del distretto di Końskie, nel voivodato della Santacroce.
Ricopre una superficie di 101,98 km² e nel 2004 contava 4 976 abitanti.